# Episodi di The Shield (quarta stagione)
La quarta stagione di The Shield è stata trasmessa negli Stati Uniti dal 15 marzo al 14 giugno 2005 su FX. Invece in Italia è stata trasmessa su Italia 1 dal 22 settembre al 7 dicembre 2005 per un episodio a settimana (tranne il 10 novembre e 30 novembre perché gli episodi a settimana erano due).
| nº | Titolo originale   | Titolo italiano          | Prima TV USA   | Prima TV Italia   |
| -- | ------------------ | ------------------------ | -------------- | ----------------- |
| 1  | The Cure           | Il nuovo capitano        | 15 marzo 2005  | 22 settembre 2005 |
| 2  | Grave              | Eroina sporca            | 22 marzo 2005  | 29 settembre 2005 |
| 3  | Bang               | Senza pietà              | 29 marzo 2005  | 6 ottobre 2005    |
| 4  | Doghouse           | Di nuovo insieme         | 5 aprile 2005  | 13 ottobre 2005   |
| 5  | Tar Baby           | Spalle al muro           | 12 aprile 2005 | 20 ottobre 2005   |
| 6  | Insurgents         | Fermate Shane            | 19 aprile 2005 | 27 ottobre 2005   |
| 7  | Hurt               | Cadavere con cadavere    | 26 aprile 2005 | 3 novembre 2005   |
| 8  | Cut Throat         | Faccia a faccia          | 3 maggio 2005  | 10 novembre 2005  |
| 9  | String Theory      | Doppio gioco             | 17 maggio 2005 | 10 novembre 2005  |
| 10 | Back in the Hole   | Sotto torchio            | 24 maggio 2005 | 23 novembre 2005  |
| 11 | A Thousand Deaths  | Testimone di un omicidio | 31 maggio 2005 | 30 novembre 2005  |
| 12 | Judas Priest       | Tradimento               | 7 giugno 2005  | 30 novembre 2005  |
| 13 | Ain't That a Shame | Sospesa dal servizio     | 14 giugno 2005 | 7 dicembre 2005   |

## Il nuovo capitano
- Titolo originale: The Cure
- Diretto da: Scott Brazil
- Scritto da: Glen Mazzara

### Trama
"Non mi aspettavo che scegliessero un'altra donna, voglio dire, dopo avere silurato te."
Monica Rawling è il nuovo capitano del distretto di Farmington, dove in passato ha iniziato la sua carriera in polizia come agente di pattuglia. Viene da tre anni alla sezione violenze familiari dove ha ottenuto apprezzabili successi. Monica fa un giro per il quartiere con Vic per riprendere confidenza con l'ambiente. Una famiglia di quattro persone viene trovata uccisa. All'appello però manca un bimbo di tre anni. Aceveda preferisce non affidare il caso a Dutch e Claudette, perché sono sulla lista nera del procuratore, dopo che Claudette, con le sue indagini sull'avvocatessa tossicodipendente, ha fatto riaprire diversi processi già chiusi. Dutch è parecchio infastidito dall'essere tagliato fuori dal giro che conta. Vic indaga tra gli 1-9 perché il crimine è avvenuto in un motel dove abitualmente la gang spaccia. Dutch e Claudette scoprono nell'armadietto della palestra frequentata dal padre del bimbo scomparso una borsa con 30000 dollari. Grazie ad una testimone Vic riesce a risalire a due ispanici che hanno rapito il piccolo. La squadra d'assalto è stata sciolta. Lem è stato trasferito alla sezione minori. Shane è alla buoncostume, Mara ha avuto un bambino. Vic scopre da Monica che non guiderà la nuova squadra anticrimine cittadina il cui comando è già stato affidato ad altri. A suo favore non ha giocato il giudizio fortemente negativo di Aceveda con cui arriva quasi alle mani. Monica informa Vic che ha intenzione di organizzare una task-force che si occupi delle gang, finanziata con la confisca dei beni e di tutto quanto verrà sequestrato ai criminali nel corso delle indagini. Vic vuole quel lavoro, ma Monica gli dice che prima deve potersi fidare di lui e gli concede una settimana per rimettersi in riga. David continua a rifiutare di frequentare con la moglie Aurora la terapia di coppia. Corinne e Vic firmano le carte per la vendita della loro abitazione.

## Eroina sporca
- Titolo originale: Grave
- Diretto da: Paris Barclay
- Scritto da: Kurt Sutter

### Trama
"Mi rimandi per la strada con un gruppo tosto. Non c'è nessuno che conosce le bande meglio di me."
Il tentativo da parte di Vic di aiutare un amico ristoratore a ritrovare un suo giovane dipendente diciassettenne, Cyril, che lo ha aggredito portandosi via le buste paga e poi è scomparso, coinvolge i suoi colleghi in una pericolosa sparatoria ad una lavanderia a gettoni. Cyril, con problemi di droga e due udienze pendenti (per uso di crack e per atti osceni), potrebbe essere coinvolto nella rapina. Rintracciato Cyril, Vic si fa dire da lui il nome del suo spacciatore da cui scopre che il crack in città non è più considerato un affare ed è stato sostituito da eroina sporca. Il cadavere di Gilroy viene riconsegnato dalle autorità messicane. Vic si impegna a fornirgli un adeguato funerale e la dovuta sepoltura. Aceveda ottiene sorprendenti aggiornamenti sull'"operazione garage" mettendo in cattiva luce l'operato di Vic. Ha scoperto infatti che Louis ha violato i termini del loro accordo, facendo il doppio gioco e costituendo una società fittizia a nome del figlio come copertura, il tutto grazie ai capitali dei pesci grossi della criminalità messi così in guardia sui controlli della polizia nei loro confronti. In questo modo Louis ha ottenuto un nuovo reddito, mentre i criminali un altro modo per riciclare i loro soldi. Aceveda non accetta più la sua collaborazione, non può fidarsi di lui e lo spedisce in prigione. Tocca a Monica tentare di ottenere da Louis le informazioni necessarie per portare a termine le indagini, dal momento che è convinta che l'operazione non sia ancora del tutto compromessa e quando Louis le fa un grosso nome Monica informa Aceveda. David approfitta della situazione per scavalcare Monica, proporre al capo l'idea di Monica come una sua personale iniziativa ed in questo modo ostacolare Vic e complicare le cose per il nuovo capitano. Vic informa Shane che sta indagando su Antwon Mitchell e gli chiede se ha qualche rapporto con lui. Shane lo rassicura, ma Vic, pedinandolo, ha la conferma che l'ex collega ed amico gli ha mentito. Monica espone a David il suo progetto di confische ai danni della criminalità, costruito su interventi mirati e utile per recuperare anche fondi per il dipartimento. David è convinto che la gente di Farmington non gradirà molto e suggerisce comunque a Monica di non servirsi di Vic per l'iniziativa, perché dargli un incarico potrebbe essere pericoloso. Dutch e Claudette indagano sullo stupro ai danni di una prostituta sieropositiva. Un video della sicurezza riprende la violenza ma la donna rifiuta di identificare il suo aggressore. Solo l'intervento decisivo di Aceveda dà una svolta al caso. Shane introduce Army nel suo giro di conoscenze e reciproche collaborazioni con la criminalità locale. Corinne riferisce a Vic di un'azione legale di gruppo contro un'azienda farmaceutica, derivante dai risultati di una ricerca secondo la quale l'aumento dell'autismo è collegato al conservante di una vaccinazione che Matthew e Megan hanno fatto all'età di due anni. Sono molto alti, però, i costi delle perizie.

## Senza pietà
- Titolo originale: Bang
- Diretto da: Guy Ferland
- Scritto da: Scott Rosenbaum

### Trama
"Però, se io alla prima confisca facessi un'eccezione, uno strappo alla regola, sarei come Aceveda, né più né meno."
Monica è ufficialmente il nuovo capitano di Farmington e tiene il discorso di insediamento. Vic è messo a capo di una nuova task force ed è subito impegnato ad indagare su un violento regolamento di conti tra bande rivali che ha già provocato diverse vittime, tutti ragazzi giovani. L'ex ufficio di Aceveda diventa il suo quartiere generale. Per convincere un possibile testimone a parlare, Monica dispone il primo sequestro del suo mandato, coinvolgendo la madre e i fratellini del testimone. Vic cerca di convincere Shane a rientrare nella sua squadra. Dutch, esasperato dal mobbing di cui si sente vittima, va dal procuratore e si impegna a controllare Claudette a condizione che vengano di nuovo a loro affidati casi significativi. Nel frattempo deve indagare su uno strano rapinatore che si serve di tazzine di caffè bollente per i suoi colpi.

## Di nuovo insieme
- Titolo originale: Doghouse
- Diretto da: Dean White
- Scritto da: Adam Fierro

### Trama
"Tu garantisci per lui?"
Il procuratore Beth Encardi affida a Dutch le indagini su Maurice Webster, presentato come un pezzo grosso nello spaccio della droga. Claudette teme si tratti di una presa in giro e ne ha conferma quando scopre che l'uomo è un anziano pensionato, colpevole solo di coltivare tre pianticelle di marijuana nel suo orto. Il procuratore vuole infatti minare la credibilità di Webster che deve testimoniare in un processo per omicidio. Monica chiede aiuto a Vic per fermare Oscar Ruiz, uno stupratore che, appena fuggito dal tribunale, ha violentato un'altra donna. Su di lui avevano già indagato Claudette e Dutch: quest'ultimo lo aveva ribattezzato "stupratore a domicilio". Per entrare nelle case, l'uomo si finge il facchino di un fioraio. Una delle vittime dell'uomo preferisce restare al distretto finché il criminale non verrà arrestato. Vic, su pressione di Monica, è costretto, suo malgrado, a chiedere consiglio proprio a Dutch, dopo essersi rivolto senza successo ad una squadra di vigilantes che ha tentato di linciare un innocuo fioraio. Shane si incontra con Antwon: in cambio di qualche soffiata è disposto a fornirgli preziose dritte sulle indagini della polizia nei suoi confronti. Aceveda parla con Monica della politica delle confische e le offre qualche suggerimento per acquistare la fiducia del quartiere. Quindi contatta una prostituta conosciuta in un locale. Danny e Julien arrestano una ragazza che fa graffiti in città. Vic chiede a Monica di inserire Shane nella task force: Monica ha molti dubbi perché le notizie che le sono pervenute su Shane non sono lusinghiere ma Vic garantisce per lui.

## Spalle al muro
- Titolo originale: Tar baby
- Diretto da: Guy Ferland
- Scritto da: Charles H. Eglee

### Trama
"Non ha abbastanza da fare in consiglio, oppure prova un gusto particolare a fare anche il mio lavoro?"
David continua a frequentare la prostituta Sara. Monica incontra pubblicamente la gente di Farmington per spiegare le nuove strategie del distretto, miranti a migliorare le condizioni di vita nel quartiere, colpendo con decisione la criminalità. David esprime, come consigliere comunale, una posizione contraria alla politica delle confische. Poi comunica a Monica che, essendo vice presidente della commissione di vigilanza, dovrà controllare come vengono effettuati i sequestri. Vic deve indagare sull'uccisione di Romeo Barnes, con precedenti per aggressione, detenzione e spaccio ma da 10 anni pulito ed impegnato nel recupero dei tossici. Una giovane ragazza, Angie, informatrice di Lem, dà alcune preziose indicazioni su uno spacciatore che viaggia su una motocicletta assai rumorosa e che potrebbe essere implicato nell'omicidio. Si risale ad un centro di smistamento per la droga collocato in una zona residenziale popolata di bambini. Shane scopre che si tratta di una base di Antwon ma non fa in tempo ad avvertirlo. L'operazione ha successo e si rivela il più grosso sequestro di droga a Farmington negli ultimi dieci anni. Antwon però non la prende bene e detta le sue brutali condizioni a Shane. Claudette chiede a Monica chiarimenti in merito al sequestro della casa di Maurice Webster, un anziano innocuo che coltivava piantine di marijuana nel suo giardino. Monica, insospettita dai dubbi di Claudette, si informa con il procuratore. Claudette e Dutch, indagando su un caso di rapina con omicidio, si rendono ben presto conto che il colpevole va cercato all'interno della famiglia della vittima.

## Fermate Shane
- Titolo originale: Insurgents
- Diretto da: Vondie Curtis-Hall
- Scritto da: Elizabeth Craft e Sarah Fain

### Trama
"Non si tratta più di proteggerlo, ormai. Si tratta di fermarlo!"
Monica, con il programma delle confische, mira a stringere sempre più il cappio intorno al collo di Antwon Mitchell. La prima asta fa fruttare novecentomila dollari di cui un terzo per il distretto. Lem è in cerca della sua giovane informatrice Angie: non ha più sue notizie da diversi giorni e teme che possa essere caduta nelle mani di Antwon, complice qualche soffiata in polizia. Vic lo prende in disparte e gli fa presente che non accetta le sue insinuazioni su Shane, soprattutto davanti al capitano. Mentre fa conoscere ai membri della banda degli One Nine le ingiunzioni nei loro confronti, Vic entra in contatto con un'indagine sotto copertura della DEA con cui inizia a collaborare. Dopo un'operazione in un deposito, saltata con grande irritazione della DEA, complice un avviso preventivo dato da Shane a Mitchell, si scopre che viene usata una chiesa per importare droga dall'estero. Anche Monica inizia però a sentire puzza di marcio, è certa che in distretto ci sia una talpa ed incarica Vic di scoprire chi sia. Verificata la collaborazione di Shane con Mitchell, Vic si convince che è giunto il momento di fermare Shane. Vic, causa l'assenza improvvisa della babysitter, affida la figlia Cassidy a un'agente di polizia ma poi è Dutch ad accompagnare la ragazzina dalla madre in ospedale. Dutch invita Corinne per una cena insieme. Monica, venuta a conoscenza delle perplessità di Julien sulla sua politica, lo invita a svolgere per qualche tempo lavoro d'ufficio, valutando, se necessario, anche l'opportunità di un trasferimento. Julien si confronta con Aceveda. Dutch tenta di ricucire i rapporti con Claudette, ma per la donna è difficile accettare quello che considera un tradimento del collega nei suoi confronti.

## Cadavere con cadavere
- Titolo originale: Hurt
- Diretto da: Nick Gomez
- Scritto da: Scott Rosenbaum e Lia Langworthy

### Trama
"Cadavere con cadavere, è la mia ultima offerta!"
Alle reti locali arriva una registrazione manipolata dell'irruzione in chiesa che mette in cattiva luce l'operato della polizia. L'Anticrimine si occupa dell'arresto di un pericoloso spacciatore russo, sottraendo l'operazione alla squadra di Monica e a Vic a cui si deve il merito delle indagini che hanno portato ad incastrare il criminale. Vic può solo collaborare con l'Anticrimine dando l'appoggio e le informazioni che occorrono. Vic deve anche affiancare Shane per incastrare un contrabbandiere dei Biz Lats, servendosi di un ex membro della gang, disposto a collaborare in cambio della scarcerazione. La squadra d'assalto torna a lavorare insieme, perché anche Lem viene coinvolto su indicazioni di Monica. Dutch e Claudette sono impegnati sul caso di una ragazza ricoverata in ospedale con diverse ustioni e vittima di abusi sessuali. Era in affido ad una famiglia insieme ad altri ragazzini assai problematici. Anche Monica partecipa attivamente alle indagini e, infastidita dalle ricorrenti negligenze dei servizi sociali con cui più volte ha avuto a che fare quando lavorava alla sezione infanzia maltrattata, minaccia di mettere in cella due assistenti sociali. David comunica che il crimine, negli ultimi mesi, è aumentato del 4% a Farmington, ma Monica scopre che, in precedenza, Aceveda aveva alterato i dati per fare bella figura ed ora ne fa le spese la sua gestione che ha riportato in modo corretto le statistiche. Antwon propone a Shane di restituirgli il cadavere di Angie, uccisa con la sua pistola di ordinanza, se in cambio gli consegna il corpo di Vic, il poliziotto che sta dietro a tutte le operazioni che stanno mandando a monte il suo impero. Su pressione di Aceveda, Monica chiede a Vic di fare un passo indietro rispetto alla guida del programma sequestri. Dopo l'irruzione nella chiesa deve avere un ruolo meno visibile: Vic si sente usato come capro espiatorio e reagisce in modo rabbioso, poi però offre in modo anonimo il suo contributo indispensabile per l'arresto del criminale russo. Di fronte all'ennesima sfuriata di Julien, irritato dall'arresto, a suo modo di vedere ingiustificato, di alcuni ragazzi di colore trovati con della marijuana in auto, Monica predispone il trasferimento dell'agente al settore amministrativo.

## Faccia a faccia
- Titolo originale: Cut throat
- Diretto da: Dean White
- Scritto da: Glen Mazzara e Jennifer R. Richmond

### Trama
"Ti sto chiedendo aiuto, ho bisogno di te."
Due informatori della polizia vengono trovati uccisi, con la gola sgozzata. Monica si informa con Aceveda per capire se dal suo ufficio ci sia stata una fuga di notizie. Antwon fa pressione su Shane perché elimini Vic. David scopre che la prostituta che frequenta se la intende con un altro uomo e la costringe a troncare la relazione. Monica decide di trasferirsi a vivere nel quartiere per avere meglio il polso della situazione. Vic preferisce pattugliare la sua abitazione di notte: Danny gli offre la sua collaborazione. Vic consegna a Corinne una borsa di soldi per affrontare le spese per le cure di Matthew e Megan. Shane si incontra con Vic e lo supplica di aiutarlo a risolvere la sua posizione con Antwon, arrivata ormai ad un punto di non ritorno. Dutch arresta "il bandito del caffè". Julien è stato trasferito alla sezione amministrativa ma ha presentato reclamo. Monica contatta un agente dei servizi interni per dimostrare che Vic è pulito.

## Doppio gioco
- Titolo originale: String theory
- Diretto da: Philip G. Atwell
- Scritto da: Charles H. Eglee e Shawn Ryan

### Trama
"Grazie per la visita, Antwon!"
Vic informa Lem e Ronnie dell'incontro con Shane: è convinto che il collega gli abbia detto la verità e chiede loro di concedergli fiducia. Julien riprende servizio per le strade: ha fatto reclamo e si è aperta una vertenza sulla sua posizione. Due agenti del distretto, Carl e Scooby, scompaiono, dopo aver risposto a una chiamata del 911: Monica ordina alle sue unità di mettere sottosopra la città, teme che ci possa essere lo zampino di Antwon Mitchell come ritorsione contro la politica delle confische. Aceveda partecipa alle operazioni di ricerca, offrendo la sua collaborazione. Dutch e Claudette convincono Monica a lasciare loro un ruolo più attivo nel caso degli agenti scomparsi, ma ben presto si trovano in un vicolo cieco. I cadaveri dei due agenti vengono ritrovati in una delle case sequestrate dalla polizia. Monica, constatata la complessità delle indagini e il clima sempre più rovente a Farmington, chiede a Vic di trovare un capro espiatorio per fare credere alla stampa di avere arrestato uno dei killer degli agenti. Vic e Shane prelevano Antwon all'aeroporto e, prima di portarlo al distretto, gli propongono un accordo. Il cadavere di Angie, la ragazzina uccisa da Antwon con la pistola di Shane, viene spostato e le sue ricerche, per la squadra d'assalto si fanno sempre più complicate.

## Sotto torchio
- Titolo originale: Back in the hole
- Diretto da: Scott Brazil
- Scritto da: Sarah Fain e Elizabeth Craft

### Trama
"Tu hai fatto campagna contro queste confische, i cadaveri sono stati ritrovati in una casa sequestrata. Non è che questa è la tua idea di pubblica protesta?"
Lem, Shane, Ronnie e Army sono alla ricerca del cadavere di Angie, senza successo. Lem è sempre più insofferente all'idea di aiutare Shane con cui i rapporti paiono ormai del tutto compromessi, ma Vic lo convince a non abbandonare la squadra. Monica mette alle strette Antwon Mitchell, che può essere trattenuto solo 12 ore, per sapere chi ha ucciso i due poliziotti e per farlo parlare minaccia di trasferire il figlio, sorpreso dalle telecamere mentre ha rapporti sessuali con altri detenuti, in un penitenziario dalle pessime referenze. Antwon fa credere a Monica che Angie sia stata uccisa perché sapeva troppo su un poliziotto corrotto. David tronca la relazione con la prostituta Sara e prova a ricucire con la moglie Aurora. Dutch e Claudette indagano sull'assassinio di un'altra ragazza di colore, sperando di poter provare i loro sospetti nei confronti di un texano che si è trasferito in città. Due testimoni lo hanno visto aggredire la ragazza, ma la sorella del sospetto è certa della sua estraneità ai fatti. Shane, dopo la scoperta del cadavere di Angie da parte della polizia, si sente ormai in un vicolo cieco e pensa di far fuori Antwon. Vic gli consiglia di dire tutta la verità al capitano a cui decide di mostrare il filmato in cui Mitchell chiede a Shane di ucciderlo. Monica, pur utilizzando il video per incastrare Mitchell per l'omicidio di Angie, decide di far nuovamente delle indagini su Vic e il suo gruppo.

## Testimone di un omicidio
- Titolo originale: A thousand deaths
- Diretto da: Stephen Kay
- Scritto da: story: Shawn Ryan; teleplay: Adam Fierro

### Trama
"Questa vecchia squadra dice ancora la sua!"
Shane e Army studiano il modo per superare senza intoppi il test della macchina della verità, ma, al momento del test, Army si tira indietro mettendo in difficoltà l'intera squadra e mandando su tutte le furie Monica. L'assistente capo Roy Phillips convince Monica ad incontrarsi con i fedelissimi di Mitchell: il capitano cerca di spiegare loro i motivi dell'arresto del leader, aggiornandoli sugli sviluppi delle indagini. L'occasione serve a Phillips per assicurare gli uomini di Mitchell che la politica delle confische verrà rivalutata. La posizione del suo superiore non convince Monica. David Aceveda offre a Monica il suo aiuto a patto che il programma delle confische, che comunque inizia a dare i primi risultati, subisca qualche modifica. Monica inizialmente rifiuta, poi chiede l'appoggio di David in un colloquio con Phillips, preoccupato che il piano sequestri possa inasprire la comunità. Monica minaccia di dimettersi se si opterà per una politica di compromessi e rinunce. L'arresto di Mitchell crea un polverone tra la sua gente, in lotta per scegliere il suo successore. Vic vuole approfittare della situazione per recuperare informazioni utili sull'omicidio dei suoi due colleghi. Monica toglie il caso a Dutch e Claudette ed autorizza Vic ad andarci pesante nelle indagini. Vic chiede e ottiene dal capitano di essere affiancato anche da Shane e Army. Si risale ai due assassini e si scopre un inaspettato collegamento con la mafia russa. Il motivo del duplice omicidio potrebbe però essere una banale disputa stradale per eccesso di velocità. Nel corso delle indagini Vic aiuta Emolia Melendez, una giovane ragazza possibile bersaglio di spietati spacciatori ed il suo piccolo bimbo. Corinne informa Vic che si vede con Dutch e viene a scoprire che tra i due c'è della ruggine. Quando Dutch le rivela che ha iniziato ad uscire con lei più che altro per un motivo di rivalsa verso il suo ex marito, Corinne preferisce troncare la relazione. Dutch, nel frattempo, indaga con Claudette su un omicidio per furto d'auto avvenuto in un autolavaggio. Testimone dell'esecuzione è il collega Billings che però assiste senza intervenire, salvo quindi fare una telefonata anonima al distretto dando dettagliate informazioni sull'assassino. Dutch, sulla base anche delle indicazioni di una ragazza che ha visto l'auto di Billings allontanarsi dall'autolavaggio dopo il delitto, non fatica a capire che proprio il collega è il testimone che sta cercando.

## Tradimento
- Titolo originale: Judas priest
- Diretto da: David Von Ancken
- Scritto da: story: Kurt Sutter e Charles H. Eglee; teleplay: Kurt Sutter e Scott Rosenbaum

### Trama
"Non sei un poliziotto, non lo sei mai stato."
Phillips riferisce a Monica che il comandante ha intenzione di interrompere la politica delle confische e dei sequestri e chiede a Monica di scrivere una dichiarazione da inviare alla stampa motivando le ragioni della sospensione. Monica, convinta della qualità della sua politica nella lotta al crimine, chiede la collaborazione di David, superando le reciproche incomprensioni. Indagando sui russi, responsabili dell'omicidio dei due agenti, la squadra d'assalto scopre l'esistenza di un carico da una tonnellata di un potente esplosivo pronto ad essere venduto alle maggiori organizzazioni terroristiche russe, una volta arrivato a destinazione. Interrogando uno dei russi arrestati, Vic risale ad un terzo uomo che ha partecipato all'esecuzione dei due poliziotti. Il suo nome è Jason Porter ed è fratellastro di Antwon Mitchell. Juan Lozano ricatta Aceveda, intimandogli di testimoniare al processo nel quale è imputato sostenendo di avergli estorto la confessione, altrimenti renderà pubblico quanto successo tra loro. David si rivolge a Antwon proponendogli di entrare a far parte del programma protezione testimoni in cambio della sua collaborazione con la DEA per sgominare il cartello dei salvadoregni e nel frattempo gli chiede di occuparsi di Juan Lozano, facendogli credere che la testimonianza di Lozano ad un processo potrebbe far saltare un'importante operazione antidroga. Joanna Faulks chiede l'aiuto di Dutch per avere il porto d'armi: si sente infatti minacciata e perseguitata, dopo l'arresto del marito, lo stupratore seriale di anziane signore. Mentre Danny si reca con Julien a casa della donna per rassicurarla, viene ferita alla spalla da un colpo sparato alla cieca da Joanna, chiusa terrorizzata in casa. Dutch è vittima di una serie di scherzi al distretto e chiede a Billings di scoprire chi sia il colpevole.

## Sospesa dal servizio
- Titolo originale: Ain't that a shame
- Diretto da: Stephen Kay
- Scritto da: story: Kurt Sutter e Shawn Ryan; teleplay: Shawn Ryan e Glen Mazzara

### Trama
"Il capo della DEA non vuole le tue scuse, vuole la tua testa!"
Monica vuole a tutti i costi far saltare l'accordo tra la DEA e Antwon Mitchell, magari arrestando direttamente il pezzo grosso dell'organizzazione salvadoregna il cui nome è stato fatto da Antwon. Trova l'appoggio convinto della squadra di Vic: l'arresto del boss Bonilla consente di trattare con la DEA e fare in modo che Mitchell venga nuovamente consegnato a Monica e finalmente accusato dell'omicidio dei due agenti. Il blitz però piace molto poco alla DEA che chiede la testa del capitano, mentre il dipartimento di giustizia minaccia di tagliare i fondi federali destinati alle forze dell'ordine e alla sanità pubblica. Monica è così costretta dalle circostanze a lasciare, suo malgrado e nonostante gli ottimi risultati ottenuti, il posto di capitano a Farmington. Vic scopre che Aceveda è andato in prigione a fare visita a Antwon, ma in precedenza aveva incontrato anche Juan Lozano, poi trovato ucciso, dissanguato nella sua cella, e cerca di scoprire se ci sia qualche collegamento tra i due episodi. Dutch e Claudette indagano sull'omicidio di un uomo, avvenuto durante la cerimonia della quinceañera. La figlia della vittima però non vuole collaborare. Monica è determinata a mettere sotto sequestro una casa dove vive una famiglia con ragazzi in affido e che già in precedenza le era stata segnalata, trasgredendo le disposizioni dei superiori. Corinne scopre Cassidy a casa di Vic con un ragazzo e manifesta le sue preoccupazioni sulla figlia all'ex marito. Vic decide che è giunto il momento che Cassidy torni a vivere con la madre. Julien assiste Danny, dopo le dimissioni dall'ospedale. L'assistente capo Phillips chiede a Dutch se è disposto a diventare il nuovo capitano ma Dutch rifiuta.